# 7,62 × 54 mm R
Pour les articles homonymes, voir 7,62.

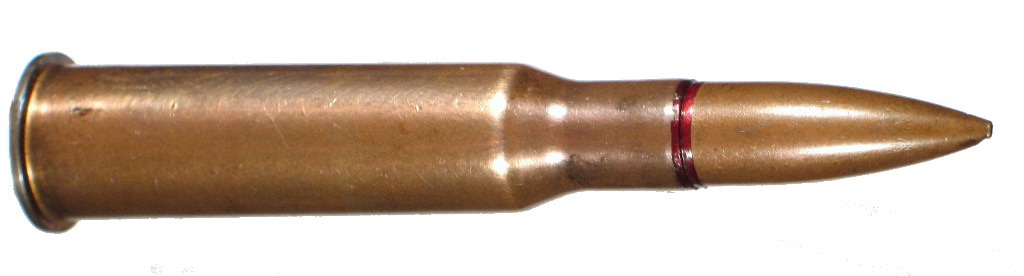
Une cartouche de R Mosin-Nagant avec un étui en acier cuivré.

La 7,62 × 54 mm R est une munition russe dont la conception remonte à la fin des années 1880.
C'est la cartouche militaire la plus ancienne actuellement en service. Conçue pour le fusil Mosin-Nagant 1891, La cartouche et le fusil ont été mis au point par le capitaine Sergueï Mossine de l'artillerie impériale russe, et par les techniciens belges Émile et Léon Nagant, pour remplacer le fusil Berdan (en) Mod. 1871 et sa munition de gros calibre.
Le fusil et la cartouche Mosin-Nagant étaient connus à l'époque, en Russie, comme fusil et cartouche de 3 lignes Mod. 1891, la ligne étant une ancienne unité de mesure russe égale à 2,54 mm ; trois lignes correspondaient donc à 7,62 mm. En 1917, à l'adoption du système métrique décimal, le 3 lignes devint automatiquement 7,62 mm.
Elle est actuellement utilisée par la mitrailleuse Petcheneg, la mitrailleuse Gorjunov SG-43 et le fusil de précision Dragunov SVD. La cartouche 7,62 × 54 mm R, élaborée il y a plus de 100 ans, est encore utilisée dans le SVD car elle est, malgré sa forme surannée, extrêmement performante sur le plan balistique (vitesse initiale élevée, trajectoire tendue, balle assez lourde). Elle permet des tirs précis jusqu'à 600 m avec le SVD dans les mains d'un tireur d'élite correctement entraîné.
Les munitions perce-blindages 7,62 × 54 mm R BS gs (Indice GRAU : 7N37) à pointe de tungstène fabriquées depuis les années 2010 traversent le blindage d'un BTR-80.

## Description
La 7,62 × 54 mm R disposait à l’origine d'une ogive droite à tête arrondie, en forme de cigare. En 1908, elle fut modifiée et reçut une ogive moins arrondie, à tête pointue.
De très nombreux modèles de cette munition furent cependant produits, compte tenu de la durée de vie exceptionnelle du fusil Mosin-Nagant et du nombre de pays l'ayant produit. Dans l'ensemble, elles ont toutes une forme assez caractéristique, avec des angles très peu arrondis. Il s'agissait également dans tous les cas de munitions puissantes, tout à fait aptes à être utilisée à longue distance. Son principal défaut est d'être pourvue d'un culot à bourrelet et non à gorge, ce qui complique son extraction dans les armes automatiques.

## Données numériques/balistiques
- Diamètre réel du projectile : 7,90 mm
- Masse du projectile : 9,6 g
- Masse de la cartouche : 24,3 g
- Longueur de l'étui : 53,72 mm
- Longueur de la cartouche : 77,16 mm
- Charge de poudre : 3,24 g de nitrocellulose
- Vitesse initiale : 870 m/s
- Énergie initiale : 3 633,12 joules

## Législation française
- Catégorie C (décret du 6 septembre 2013)[3],[4] Arme d'épaule, à réarmement manuel avec chargeur/magasin inférieur à 11 coup.